# A New Kind of Army
A New Kind of Army è il secondo album del gruppo musicale statunitense hardcore punk degli Anti-Flag, pubblicato nel 1999 dalla A-F Records.

## Tracce
1. Tearing Everyone Down – 2:57
2. Captain Anarchy – 2:34
3. A New Kind of Army – 3:41
4. That's Youth – 3:16
5. No Apology – 2:16
6. Got the Numbers – 3:16
7. No Difference – 3:59
8. I Don't Believe – 2:31
9. Right On – 1:25
10. What You Don't Know – 2:44
11. Free Nation? – 2:42
12. Outbreak – 0:55
13. Police Story – 3:37
14. The Consumer's Song – 2:08
15. This Is Not a Crass Song – 5:55

## Formazione
- Justin Sane – voce e chitarra
- Chris Head – chitarra e voce
- Chris #2 – basso e voce
- Pat Thetic – batteria